# Idir
Hamid Cheriet (en cabilenc: Ḥamid Ceryat), més conegut pel nom artístic d'Idir o Yidir, (Beni Yenni, Algèria francesa, 25 d'octubre de 1945 – París, 2 de maig de 2020) fou un cantautor algerià.

## Trajectòria
Inicialment es formà per a ser geòleg però el seu interès per la música augmentà quan fou escollit com substitut per a cantar a la ràdio estatal. El 1975, després d'acabar el servei militar obligatori, emigrà a França i es volcà en la carrera musical. Si bé es prengué un descans a la dècada de 1980 tornà als escenaris l'any 1993. Fou un apassionat de la Cabília i un dels màxims exponents de la música folk amaziga.
A mitjans de la dècada del 1970 va popularitzar "A Vava Inouva", una cançó cabilenca en llengua amaziga. El 1999, Idir enregistra el disc Identités, on hi col·laboren Manu Chao, Dan Ar Braz, Maxime Le Forestier, Zebda i Gnawa Diffusion. Morí el 2 de maig de 2020 a l'Hospital Bichat Claude Bernard de París, als setanta anys, a conseqüència d'una fibrosi pulmonar patida durant diversos mesos.

## Identitat i activisme
Idir va participar en molts concerts donant suport a diferents causes. Per exemple, el 22 de juny de 1995, més de 6.000 persones van assistir a un concert per a la pau, la llibertat i la tolerància a càrrec del cantant i amic Khaled, fundadors de l'associació "L'Algérie, la vie". Idir també va participar al concert en memòria de Lounès Matoub, el cantant de la Cabília assassinat l'any 1998.
L'any 2001 va defensar una vegada més la seva identitat nacional a "Le Zénith" de París a la "21a primavera amaziga", una celebració de la cultura amaziga. El 8 de juliol d'aquell mateix any, va organitzar un concert especial de recaptació de fons per a donar suport a la població de la Cabília, en un moment en què es produïren protestes antigovernamentals a la regió predominantment amaziga. Aquest esdeveniment va comptar amb la suma de diverses estrelles i milers de fans francesos i algerians que van acudir a "Le Zénith" per a donar suport a la població cabilenca.

## Discografia

### Àlbums
- A Vava Inouva (1976)
- Ay Arrac Nagh (1979)
- Les chasseurs de lumière (1993)
- Identités (1999)
- Deux rives, un rêve (2002)
- Entre scènes et terres (2005; àlbum en directe)
- La France des couleurs (2005)
- Idir (2013)
- Ici et ailleurs (2017)[6]